# 中村頼長
中村 頼長（なかむら よりなが、旧字体：中村 賴長）は、鎌倉時代の御家人。
藤原頼長。中村太郎、中村左衛門尉。官位は左衛門尉。中村氏 (下野国)第3代当主。

## 経歴
仁治4年（1243年）、1月に御弓射手始めの2番手として名を見出すと、同年に中村朝綱は嫡子の頼長に家督を譲り、自らは中村八幡宮の改修を取り仕切るために下野国の中村荘に下向した。頼長は家督を継いで藤原頼経の御家人となり、頼経の偏諱を賜り、朝長から頼長と名乗った。
藤原頼経が退任した後の、建長2年（1250年）に頼長は常陸国伊佐中村に住した。

### 史料
- 吾妻鏡
- 雲但伊達家系図
- 永禄伊達系図